# Kostel svaté Máří Magdaleny (Mařenice)
Kostel svaté Máří Magdaleny je barokní kostel  v Mařenicích v podhůří Lužických hor v okrese Česká Lípa, postavený koncem 17. století a přestavěný v letech 1714 až 1720. Náleží pod římskokatolickou farnost Mařenice a je chráněn jako kulturní památka.

## Historie

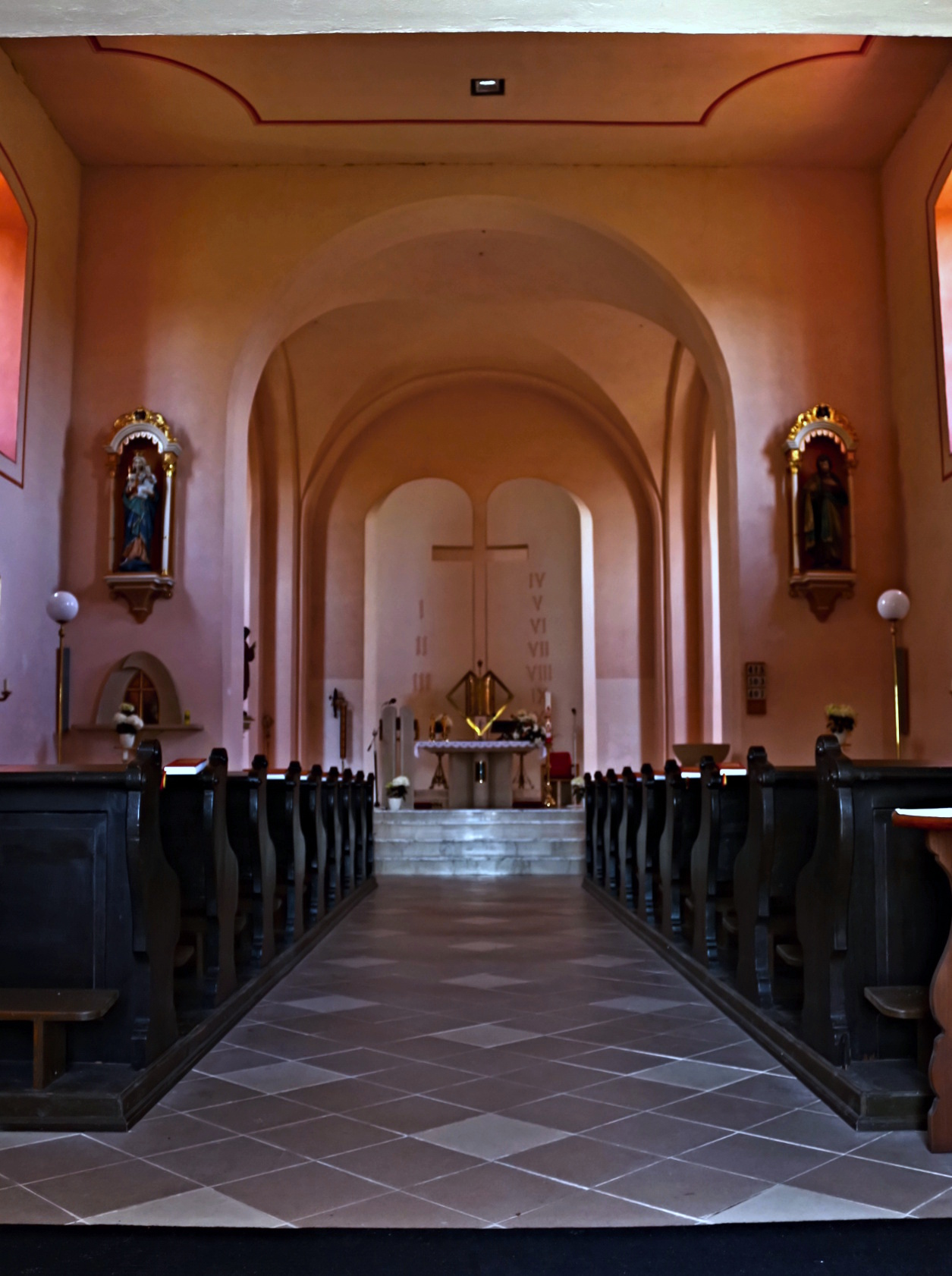
Interiér kostela

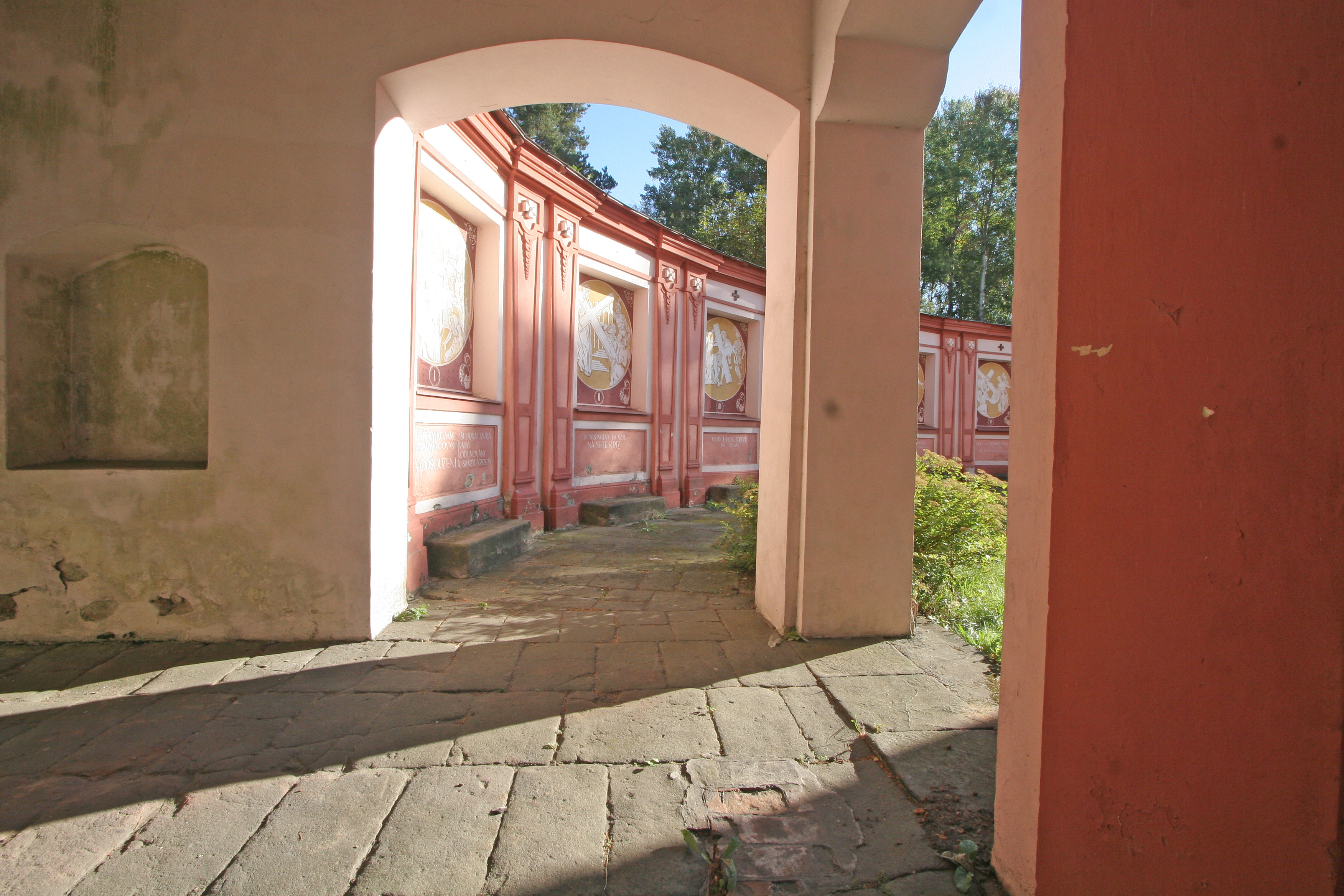
Křížová cesta

Původní kostel stál na návrší v obci od konce 17. století. Mařenice počátkem 18. století patřily pod Zákupské panství, jež patřilo bohaté a zbožné toskánské velkovévodkyni Anně Marii Františce. Kolem roku 1700 svým nákladem nechala kostel zcela přestavět podle plánů Octaviána Broggia. Tehdy získal obě věže. V druhé půli 19. století byl kostel upraven do pseudobarokní stávající podoby. Za budovou kostela je oblouk zdiva s obrazy křížové cesty z roku 1807.
Po roce 1945 začal kostel chátrat. V roce 1961 měl být zbourán, jeho zařízení bylo zcela zničeno, Až po roce 1989 došlo k jeho postupné opravě.

## Varhany
Do kostela byly přesunuty varhany z roku 1884 od varhanáře Antona Fellera z Libouchce. Varhany sloužily svému účelu až do roku 1987 v kostele svatého Michaela v Libkovicích.